# Maxim Tissot
Maxim Tissot (Gatineau, 13 april 1992) is een Canadees voetballer. In 2013 tekende hij een contract bij Montreal Impact uit de Major League Soccer.

## Clubcarrière
Tissot is afkomstig uit de Montreal Impact Academy en tekende op 26 februari 2013 een contract bij het eerste elftal van Montreal Impact. Op 14 april 2013 maakte Tissot zijn debuut in de Major League Soccer tegen Columbus Crew. Twee minuten voor tijd verving hij de Italiaan Marco Di Vaio, die een van de doelpuntenmakers was (eindstand 1–1). Zijn eerste doelpunt in het betaald voetbal maakte Tissot op 23 september 2013 tegen Chicago Fire. In zijn eerste seizoen bij de club uit Montreal speelde hij in zes competitiewedstrijden, waarin hij één doelpunt maakte en één assist gaf. Zijn speeltijd nam in zijn tweede seizoen toe. Hij speelde in twintig competitiewedstrijden, waarvan zeven in de basis, en maakte twee doelpunten. In 2015 speelde Tissot in de eerste helft van het seizoen vijf wedstrijden in de competitie, waarvan vier in het basiselftal. Op 29 april 2015 verloor hij met Montreal de finale van de CONCACAF Champions League 2014/15 van Club América (2–4).

## Interlandcarrière
De eerste keer dat Tissot geselecteerd werd voor het Canadees voetbalelftal was voor een wedstrijd tegen Panama, die op 6 november 2014 werd gespeeld. Hij speelde in die wedstrijd echter niet. Zijn debuut voor Canada maakte hij uiteindelijk op 16 januari 2015 tegen IJsland. In het eerste halfjaar van 2015 kwam Tissot in alle zes interlands in actie. Op 11 en 16 juni speelde hij mee in het tweeluik tegen Dominica in het kwalificatietoernooi voor het wereldkampioenschap voetbal 2018 (6–0 winst over twee wedstrijden). Bondscoach Benito Floro nam Tissot in juni 2015 op in de selectie voor de CONCACAF Gold Cup 2015, gehouden in de Verenigde Staten en Canada, zijn eerste interlandtoernooi.